# La Tour-en-Maurienne
Pour les articles homonymes, voir La Tour.
La Tour-en-Maurienne est une commune nouvelle située dans le département de la Savoie, en région Auvergne-Rhône-Alpes, créée le 1er janvier 2019.
Elle est issue de la fusion des communes du Châtel, d'Hermillon et de Pontamafrey-Montpascal, qui deviennent des communes déléguées.

## Géographie

### Communes limitrophes
Les communes limitrophes sont  Jarrier, Les Belleville, Montvernier, Saint François Longchamp, Saint-Jean-de-Maurienne, Saint-Julien-Mont-Denis, Sainte-Marie-de-Cuines et Villargondran.
| Montvernier                    | Montaimont           |                         |
| Sainte-Marie-de-Cuines Jarrier | La Tour-en-Maurienne | Les Belleville          |
| Saint-Jean-de-Maurienne        | Villargondran        | Saint-Julien-Mont-Denis |

### Climat
Pour des articles plus généraux, voir Climat d'Auvergne-Rhône-Alpes et Climat de la Savoie.
En 2010, le climat de la commune est de type climat de montagne, selon une étude du Centre national de la recherche scientifique s'appuyant sur une série de données couvrant la période 1971-2000. En 2020, Météo-France publie une typologie des climats de la France métropolitaine dans laquelle la commune est exposée à un climat de montagne ou de marges de montagne et est dans la région climatique  Alpes du nord, caractérisée par une pluviométrie annuelle de 1 200 à 1 500 mm, irrégulièrement répartie en été. 
Pour la période 1971-2000, la température annuelle moyenne est de 10,2 °C, avec une amplitude thermique annuelle de 18,5 °C. Le cumul annuel moyen de précipitations est de 1 129 mm, avec 9 jours de précipitations en janvier et 8,2 jours en juillet. Pour la période 1991-2020, la température moyenne annuelle observée sur la station météorologique de Météo-France la plus proche, « Saint-Jean de Maurienne », sur la commune de Saint-Jean-de-Maurienne à 3 km à vol d'oiseau, est de 11,6 °C et le cumul annuel moyen de précipitations est de 910,9 mm,. Pour l'avenir, les paramètres climatiques de la commune estimés pour 2050 selon différents scénarios d'émission de gaz à effet de serre sont consultables sur un site dédié publié par Météo-France en novembre 2022.

## Urbanisme

### Typologie
Au 1er janvier 2024, La Tour-en-Maurienne est catégorisée commune rurale à habitat dispersé, selon la nouvelle grille communale de densité à sept niveaux définie par l'Insee en 2022.
Elle est située hors unité urbaine. Par ailleurs la commune fait partie de l'aire d'attraction de Saint-Jean-de-Maurienne, dont elle est une commune de la couronne,. Cette aire, qui regroupe 26 communes, est catégorisée dans les aires de moins de 50 000 habitants,.

## Histoire
Créée par un arrêté préfectoral du 13 novembre 2018, elle est issue du regroupement des trois communes du Châtel, d'Hermillon et de Pontamafrey-Montpascal, qui deviennent des communes déléguées. Son chef-lieu est fixé à Hermillon.

## Politique et administration

### Liste des maires
| Période                                  | Période                   | Identité    | Étiquette | Qualité              |
| ---------------------------------------- | ------------------------- | ----------- | --------- | -------------------- |
| janvier 2019                             | En cours (au 25 mai 2020) | Yves Durbet |           | ex-maire d'Hermillon |
| Les données manquantes sont à compléter. |                           |             |           |                      |

### Communes déléguées
| Nom                    | Code Insee | Intercommunalité           | Superficie (km2) | Population (dernière pop. légale) | Densité (hab./km2) |
| ---------------------- | ---------- | -------------------------- | ---------------- | --------------------------------- | ------------------ |
| Hermillon (siège)      | 73135      | CC Cœur de Maurienne Arvan | 14,06            | 569 (2014)                        | 40                 |
| Le Châtel              | 73080      | CC Cœur de Maurienne Arvan | 15,31            | 195 (2014)                        | 13                 |
| Pontamafrey-Montpascal | 73203      | CC Cœur de Maurienne Arvan | 11,59            | 318 (2014)                        | 27                 |

## Population et société

### Démographie
L'évolution du nombre d'habitants est connue à travers les recensements de la population effectués dans la commune depuis sa création.

En 2022, la commune comptait 1 091 habitants, en évolution de +1,11 % par rapport à 2016 (France hors Mayotte : +2,11 %).
| 2015  | 2020  | 2022  |
| ----- | ----- | ----- |
| 1 079 | 1 083 | 1 091 |

### Manifestations et festivités
- Salon du Livre d'Hermillon

## Culture locale et patrimoine

### Lieux et monuments

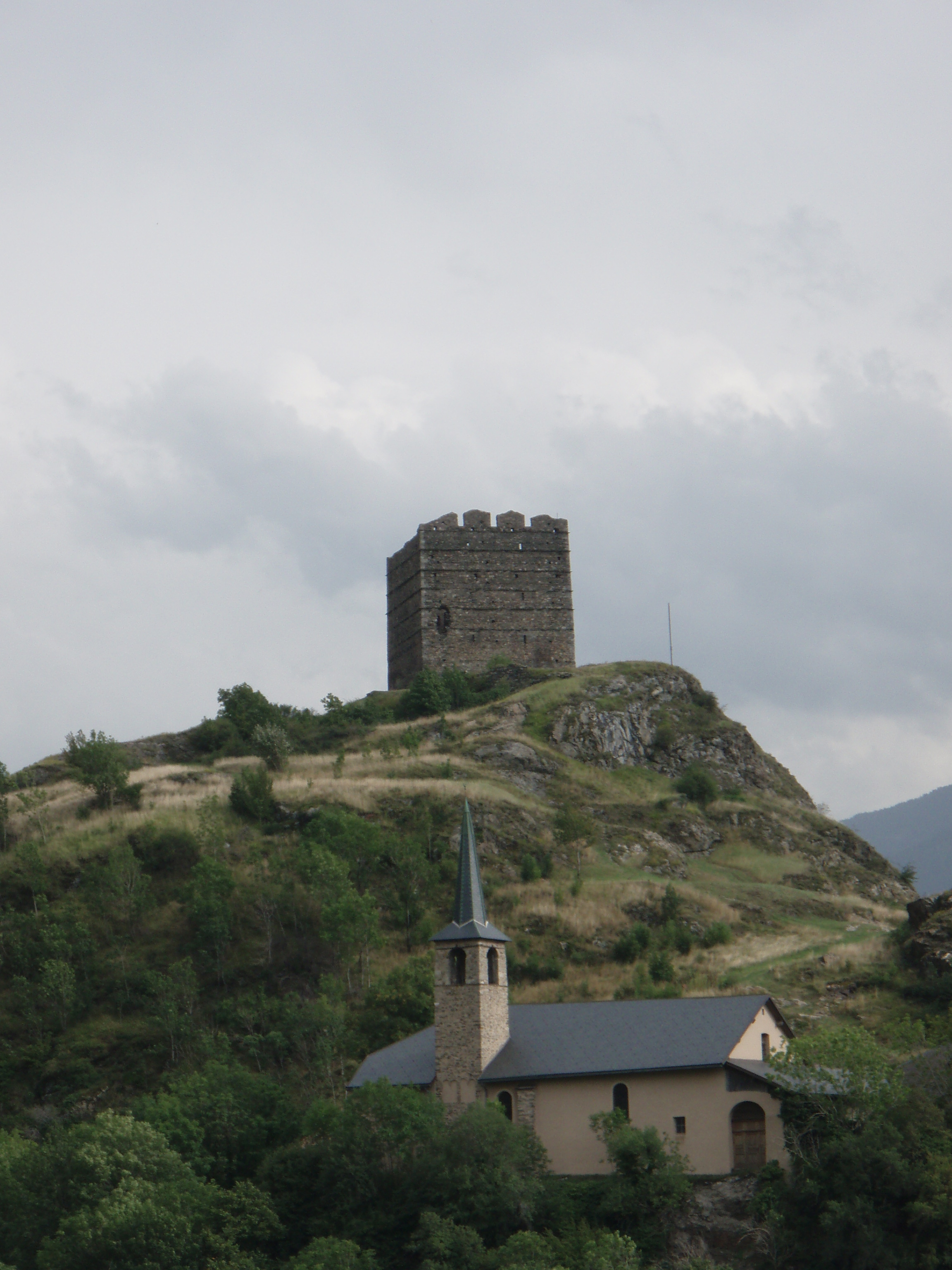
Tour du Châtel (ou Tour de Bérold).

- La tour du Châtel (ou tour de Bérold). Cette tour est apparue officiellement en 887, mais on sait que les Romains occupaient déjà le site, voire l'ont construit. Cette tour fait par ailleurs l'objet de plusieurs légendes[14].